# Battaglia di Guinegatte (1513)
La battaglia di Guinegatte (o Guinegate) fu uno scontro decisivo della guerra della Lega di Cambrai, avvenuto fra le forze francesi al comando di Jacques de Chabannes, signore di La Palice e Luigi I duca di Longueville ed una coalizione formata da truppe inglesi al comando di Enrico VIII e mercenari tedeschi assoldati dall'Imperatore Massimiliano I il 16 agosto 1513, presso la località francese di Guinegate (oggi Enguinegatte).
Sei settimane prima (il 30 giugno) le truppe inglesi erano sbarcate a Calais, a quel tempo dominio inglese sul continente, dove si congiunsero con gli Imperiali. La coalizione riuscì a sorprendere i francesi e ad impegnarli in quella che venne dette "giornata" o "battaglia degli speroni", poiché i commentatori dell'epoca dissero che la cavalleria francese si era servita più degli speroni (per incitare i cavalli alla fuga) che delle armi per combattere.
Durante la battaglia il maresciallo La Palice fu fatto prigioniero con molti altri, fra cui Baiardo, ma fuggito, riuscì a prender parte alle vittorie di Villafranca e Marignano. Malgrado la vittoria le operazioni anglo-tedesche rallentarono, sia per il vorticoso giro d'alleanze che caratterizzava la guerra e sia a causa dell'esistenza di più fronti di guerra (Scozia, Borgogna, Italia e Navarra), che impegnavano pesantemente i combattenti.